# 平丘町
平丘町（）は、福岡県福岡市中央区の地名。現行の行政地名は　平丘町（住居表示実施済）。面積は2.31ヘクタール。2023年3月末現在の人口は166人。郵便番号は810-0017。

## 地理
福岡市の都心とされる中央区天神の南約2キロメートル、同区のやや南寄りに位置する。北東及び北西で平尾（）と、南で山荘通（）と、南西で平尾浄水町（）と、北西で浄水通（）と隣接している。周辺の平尾や浄水通と同様に閑静な住宅地である。

### 都市計画
都市計画に関しては、「福岡市都市計画マスタープラン」において定められた方針については次のとおりである。土地利用については、戸建住宅などの低層住宅が大部分を占めるが、一部中高層住宅などが立地する「低中層住宅ゾーン」に位置付けられ、周辺地区と同様に、低層住宅と中層住宅の調和などがまちづくりの視点とされている。用途地域については次のとおりである。町内の全域が第一種中高層住居専用地域に指定されている。
建築基準法に基づく建築協定については、次の区域について協定が定められ、住宅地としての環境を高度に維持促進することについて協定が締結されており、通常の用途地域の規制に加えて、さらに建築物の高さ、用途等に関する制限が加えられている。
- 「平尾3丁目・4丁目・平丘町・平尾浄水町・山荘通建築協定」[注釈 1]

## 歴史

### 町域の変遷
もとは福岡市平尾の一部で、1972年（昭和47年）に一部が平尾一丁目から五丁目までとなった。

## 人口
平丘町について、それぞれ人口の推移を福岡市の住民基本台帳（公称町別）に基づき示す（単位：人）。集計時点は各年9月末現在である。
- 2001年（平成13年）：117
- 2002年（平成14年）：125
- 2003年（平成15年）：126
- 2004年（平成16年）：121
- 2005年（平成17年）：131
- 2006年（平成18年）：119
- 2007年（平成19年）：116
- 2008年（平成20年）：107
- 2009年（平成21年）：98
- 2010年（平成22年）：120
- 2011年（平成23年）：158
- 2012年（平成24年）：159
- 2013年（平成25年）：157
- 2014年（平成26年）：157
- 2015年（平成27年）：147
- 2016年（平成28年）：146
- 2017年（平成29年）：153
- 2018年（平成30年）：177
- 2019年（令和元年）：175
- 2020年（令和2年）：170
- 2021年（令和3年）：164
- 2022年（令和4年）：164

## 交通

### 道路
主な幹線道路は次の通り。

#### 都市高速道路
都市高速道路としては、町外ではあるが、北方に福岡高速環状線が通っており、最寄りの出入口は次の通り。
- 天神北出入口（料金所・ランプ ・インターチェンジ、道程で約3.5キロメートル）
- 呉服町出入口（料金所・ランプ、道程で約4キロメートル）
- 西公園出入口（料金所・ランプ、道程で約5.5キロメートル）

#### 市道
市道としては、町域はいずれの幹線道路にも接していないが、近隣の次の通りに通じている。
- 市道薬院南公園線（道路愛称：浄水通り）
- 薬院平尾線

### 鉄道
鉄道については、町域の北方に走る城南線の地下に福岡市交通局が運営する福岡市地下鉄七隈線が通っており、鉄道駅は町外であるが、最寄りの駅は次の通りであり、利便性が高い。
- 薬院大通駅（距離は道程で約0.8キロメートル）
- 桜坂駅（距離は道程で約1.0キロメートル）

### バス
バスについては、西日本鉄道株式会社が運営する西鉄バスが北方に走る浄水通り沿いに運行しており、次の停留所がある。
- 教会前
- 浄水通り

## 施設

### 教育施設
町内に公立の小・中学校は存在しないが、校区については次のとおり。
- 小学校：福岡市立平尾小学校[注釈 2]
- 中学校：福岡市立平尾中学校[注釈 3]